# 弱超荷
在粒子物理学中，弱超荷（英語：Weak hypercharge）是一个与与电荷和弱同位旋第三分量有关的守恒量子数，类比于有着盖尔曼-西岛关系的强相互作用中的超荷（它在弱相互作用中不守恒）。它通常被标记为YW，对应于规范对称群U(1)。
它是守恆的（在拉格朗日中只允許整體弱超電荷中性的項）。然而，其中一種相互作用是與希格斯場。由於希格斯場真空期望值不為零，因此即使在真空中，粒子也會一直與該場相互作用。這改變了它們的弱超電荷（和弱同位旋T3）。只有它們的特定組合，{\displaystyle ~Q=T_{3}+{\tfrac {1}{2}}\,Y_{\mathsf {W}}}（電荷），是守恆的。
在數學上，弱超電荷與強相互作用超電荷的Gell-Mann–Nishijima formula公式相似（在弱相互作用中不守恆，輕子為零）。
在電弱理論中，根據定義，SU(2) 變換與U(1) 變換對易，因此 SU(2) 雙峰的元素（例如左旋上下夸克）的 U(1) 電荷必須相等。這就是為什麼 U(1) 不能與 U(1) em識別並且必須引入弱超電荷的原因。
1961 年， Sheldon Glashow首次引入了弱超電荷。